# Concession de service public
 (juin 2022).
Une concession de service public est une forme de contrat juridique où un concessionnaire, une société privée le plus souvent, prend en charge les frais d'exploitation et d'entretien courant d'un bien consommable (exemple : assainissement de l'eau à des fins de consommation) ou d'un service (exemple : exploitation d'un service de transport ou protection et mise en valeur d'un site historique gouvernemental), ainsi que les investissements. Le concessionnaire se rémunère à la fois auprès d'autres signataires du contrat (exemple : municipalité) et des usagers par une redevance fixée dans le contrat de concession.

## Exemples
- Vinci Concessions est une entité du groupe Vinci spécialisée dans la concession d'infrastructures en exploitation, avec trois activités majeures : Vinci Airports, Vinci Autoroutes et Vinci Railways[1].
- Dans les années 2000, une filiale de l'entreprise américaine Bechtel obtient une concession de service public pour la gestion de l'eau de la ville de Cochabamba en Bolivie. Les prix de l'eau augmentant de beaucoup en quelques années, la population locale manifeste à plusieurs reprises pour que le contrat soit annulé. Les évènements, très médiatisés, prennent le nom de « Guerre de l'eau » et sont érigés en symbole de la résistance des populations face aux multinationales[2],[3].